# Dolores Corujo
María Dolores Corujo Berriel (San Bartolomé, Lanzarote; 8 de abril de 1977) es una política española, miembro del PSOE. Es secretaria general del PSOE de Lanzarote desde 2012, es diputada en el Congreso y fue elegida presidenta del Cabildo de Lanzarote en las elecciones autonómicas del 26 de mayo de 2019. También ha encabezado la lista por Lanzarote para el Parlamento de Canarias.

## Biografía
Militante del PSOE desde el 2000. Fue Alcaldesa del Ayuntamiento de San Bartolomé (Lanzarote) desde el 27 de julio de 2011 hasta el 15 de junio de 2019. Fue presidenta del Cabildo de Lanzarote desde el 25 de junio de 2019 hasta el 26 de junio de 2023. Además, forma parte del Parlamento de Canarias desde el 23 de junio de 2015.